# 齐齐哈尔号导弹驱逐舰
“齐齐哈尔”号导弹驱逐舰（舷号121）简称“齐齐哈尔”舰，是052D型导弹驱逐舰十三号舰，现服役于中国人民解放军北部战区海军驱逐舰第十支队。此舰乃是“驱十支”所接收的第三艘052D型导弹驱逐舰。

## 服役活动
2023年4月30日，解放军海军119号“贵阳”舰与121号“齐齐哈尔”舰随055型102号“拉萨”舰等3舰组成编队，通过对马海峡进入日本海。
2023年7月15日，解放军海军119号“贵阳”舰、121号“齐齐哈尔”舰、542号“枣庄”舰、598号“日照”舰以及“太湖”舰编为“北部·联合-2023”演习的中方海上编队经日本海北上，编队指挥舰为121号“齐齐哈尔”舰。
2024年1月11日，解放军海军121号“齐齐哈尔”号在台湾以东海域正常巡逻，遭国军海军一艘拉法叶级护卫舰“康定”舰拦截，“齐齐哈尔”号遂开足马力，两度高速甩尾大回转将台舰甩出去30多海里。
2024年10月1日至2024年10月3日，为庆祝中华人民共和国成立75周年，解放军海军北海舰队组织舰艇开放，包括2艘052D型121号“齐齐哈尔”舰、122号“唐山”舰，2艘054A型546号“盐城”舰、579号“邯郸”舰以及903A型903号“可可西里湖”舰。
2025年5月25日，解放军海军“辽宁”舰编队于东海海域开展演练，编队包括2艘052D型121号“齐齐哈尔”舰以及122号“唐山”舰及2艘054A型515号“滨州”舰、599号“安阳”舰。
2025年5月27日至5月29日，解放军海军“辽宁”舰编队前出西太平洋开展训练，其规模已达10舰，包括2艘055型101号“南昌”舰、104号“无锡”舰，4艘052D型121号“齐齐哈尔”舰、122号“唐山”舰、131号“太原”舰、155号“南京”舰，2艘054A型515号“滨州”舰、599号“安阳”舰及1艘901型901号“呼伦湖”舰。